# Acontia nitidula
Acontia nitidula (tên tiếng Anh: Brixton Beauty) là một loài bướm đêm thuộc họ Noctuidae. Nó được tìm thấy ở châu Á, bao gồm Ấn Độ. Nó cũng được tìm thấy ở Đảo Anh, but this record is doubtful.
Ấu trùng ăn lá của Abelmoschus esculentus và cotton và are considered a minor pest.